# Asimbolia
Con asimbolia si intende il deficit funzionale neuropsicologico relativo all'incapacità parziale o totale di accedere alla funzione di referenza simbolica degli oggetti o degli atti comunicativi.
Come altri deficit neuropsicologici, può derivare da specifiche lesioni dell'encefalo (traumatiche, tumorali, infettive, vascolari, neurodegenerative, etc.)

## Descrizione e diagnosi differenziale
Il soggetto affetto da asimbolia, in termini generali, non riesce ad associare correttamente dei significanti (atti comunicativi, testo scritto, oggetti di valore simbolico, etc.) al loro significato.
Si deve però distinguere il mancato riconoscimento di un oggetto o del suo significato dovuti ad asimbolia, da quelli legati invece a forme di agnosia (legate ad un deficit di sintesi neurocognitiva centrale nella percezione degli stimoli sensoriali complessi, e del loro conseguente significato funzionale e pragmatico), o da quelle di anomia (che sono caratterizzate dal corretto riconoscimento centrale dell'oggetto e della sua valenza di significante, ma dall'incapacità di associarvi cognitivamente e linguisticamente il nome relativo).